# Quézac (Lozère)
Quézac je francouzská obec v departementu Lozère v regionu Languedoc-Roussillon. V roce 2010 zde žilo 348 obyvatel.